# W. de Wycombe
W. de Wycombe (Wicumbe, et peut-être Whichbury) (fin du XIIIe siècle) est un compositeur et copiste anglais de l'époque médiévale. Chantre du prieuré de Leominster dans l’ancien comté du Herefordshire, il est possible qu’il soit le compositeur de l’air le plus fameux de l’Angleterre médiévale, Sumer Is Icumen In.

## Biographie
Wycombe est désigné de différentes façons, W de Wyc, Willelmus de Winchecumbe, Willelmo de Winchecumbe ou William de Winchcomb. 
Il semble avoir été un scribe profane et chantre (precentor) employé pendant environ quatre ans au prieuré de Leominster dans le Herefordshire durant les années 1270. Les historiens pensent également qu’il a été sous-diacre du prieuré tel que référencé dans les annales de la cathédrale ou peut-être moine de St Andrews à Worcester.
Wycombe a laissé un certain nombre de documents avec sa signature, dont un collectarium, (cahier d'exercices de chantre), deux rotuli (rouleaux) contenant de la musique, un résumé et un traité sur la musique, une histoire à laquelle Winchcombe a ajouté de la musique et aussi d'autres livres. Son nom apparaît également dans un manuscrit de Reading comprenant le rota Sumer Is Icumen In et dans l’un des sept ensembles de compositions en quatre parties de la collection Wintonia. Deux de ces compositions sont partiellement conservées et des parties d'autres compositions se trouvent dans les fragments de Worcester (en). De ces compositions, seules Alleluia, Dies sanctificatus est entièrement reconstituable. L’œuvre est composée d'une structure polyphonique en quatre parties. Un fragment supplémentaire se trouve copié dans le codex Montpellier.
La principale période d’activité de Wycombe se situe probablement durant les années 1270 et 80. Il est surtout connu comme compositeur d’alléluias polyphoniques. Plus de 40 compositions ont été identifiées dans plusieurs sources, un ensemble presque égal en taille à celui de Léonin, compositeur antérieur de l’école de Notre-Dame à Paris. Toutefois, une seule de ces 40 compositions peut être complètement reconstituée : les autres n’existent qu’à l’état de fragments. Certaines de ses compositions figurent dans les fragments de Worcester (en), collection de 59 feuillets manuscrits qui représentent environ un tiers du total des polyphonies anglaises du XIIIe siècle qui nous sont parvenues. Chacun des alléluias de Wycombe est en quatre parties. Les deuxième et quatrième contiennent les répons solo et les vers, tandis que les première et troisième sont composées de polyphonie libre. Du point de vue stylistique, elles sont semblables au Sumer Is Icumen In lui-même qui met l'accent sur la tonique et la sus-tonique et montrent la préférence anglaise pour l'intervalle harmonique de la tierce.